# Makabejské hnutí mládeže
Makabejské hnutí mládeže (hebrejsky המכבי הצעיר‎, ha-Makabi ha-ca'ir) je sionistické mládežnické hnutí působící v Izraeli. Bylo založeno během mezinárodního sjezdu makabejské světové organizace konaného v Praze roku 1929.
Podobně jako všeobecné Makabejské hnutí působí na poli tělovýchovy a sportu židovské populace, Makabejské hnutí mládeže se zaměřuje především na mladou generaci.

## Historie
Několik let před oficiálním založením státu Izrael byl hlavní náplní svazu nábor židovské mládeže jako součást snah o vytvoření sportovní organizace pro nový stát. Mladé hnutí navíc hrálo významnou roli při pomoci mladým Židům, kteří přicházeli do Izraele ze zahraničí. Členové hnutí se aktivně účastnili činnosti při osidlování země a ochraně mladých židovských osad.
V současné době má hnutí 21 poboček po celém Izraeli.

## Hodnoty a činnost hnutí
Hlavní hodnoty, které hnutí charakterizují, jsou sionismus, občanské hodnoty, pozitivní vůdcovství, přátelství mezi členy, vytrvalost a sounáležitost. Mladí makabejci usilují o větší vzdělanost a pomáhají při osvojování lepších způsobů a vyšších hodnot mládeže v zemi a na bázi dobrovolnictví přispívat ke společnosti v mnoha oblastech.
Mladé makabejské hnutí pro své členy organizuje také vlastivědné výlety do přírody s prvky skautingu, aby mladou generaci vedlo k lásce k vlasti.
K aktivitám Mladých makabejců v průběhu roku patří účast na týdenních setkáních v místních pobočkách po celé zemi.

## Symboly hnutí
Členové hnutí nosí uniformu. Tvoří ji košile a kalhoty ve světle hnědé/pískové barvě, která symbolizuje jednoduchost a rovnost, ale zároveň rozmanitost. Modrý překládaný šátek se třemi bílými pruhy představuje židovské barvy a státní vlajku Izraele, což současně symbolizuje věrnost hodnotám sionismu.
Znak hnutí tvoří počáteční dvě písmena jeho názvu v hebrejštině, přičemž jsou zformována tak, že tvoří Davidovu hvězdu, čímž hnutí spojuje s obecně známými židovskými a sionistickými symboly.